# Alcaloză
Alcaloza reprezintă creșterea alcalinității sângelui peste valorile normale, datorită introducerii sau reținerii în organism a unui exces de baze sau eliminării unei cantități mari de acizi.
Se deosebesc
- alcaloză gazoasă: caracterizată prin pierderea dioxidului de carbon;
- alcaloză negazoasă: caracterizată prin acumularea bicarbonaților.

Alcaloza se observă în cursul respirației forțate (datorită eliminării excesive de dioxid de carbon), în vărsăturile repetate din cursul ulcerului gastric, al stenozei pilorice etc.
Acest articol conține text din Dicționarul enciclopedic român (1962-1966), aflat acum în domeniul public.